# ローパスフィルタ

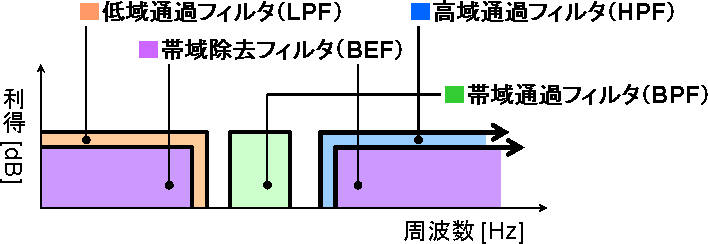
理想的なフィルタ回路の周波数特性
（実際にはこのような周波数特性は取れない）

ローパスフィルタ（英語: Low-pass filter: LPF、低域通過濾波器）とは、フィルタの一種で、なんらかの信号のうち、遮断周波数より低い周波数の成分はほとんど減衰させず、遮断周波数より高い周波数の成分を逓減させるフィルタである。ハイカットフィルタ等と呼ぶ場合もある。
言い換えると、高い方の周波数を遮断して、低い周波数を通すフィルターのことである。
電気回路・電子回路では、フィルタ回路の一種である。「ロー・パス・フィルター」(Low Pass Filter)とも呼ばれる（参考書籍：「たった1人のフルバンド　YMOとシンセサイザーの秘密」松武秀樹、勁文社、1981年、p218）。
ローパスフィルタはハイパスフィルタと対称の関係にある。こういったフィルタには他にバンドパスフィルタとバンドストップフィルタがある。

## 伝達関数
連続時間のフィルタは、入出力の利得と位相の特性をラプラス変換を使用して伝達関数で表すことができる。伝達関数は通常有理関数であり、分母の次数が分子の次数よりも大きい。分母がn次であるとき、n次ローパスフィルタという。
1次ローパスフィルタの伝達関数は、
{\displaystyle H(s)={\frac {V_{out}}{V_{in}}}=K{\frac {1}{1+s\tau }}}
となる。ここで、{\displaystyle s=j\omega }はラプラス変換の変数であり、τはフィルタの時定数、Kは通過域での利得である。このとき、遮断角周波数ωc（rad/s）は、{\displaystyle \omega _{\text{c}}={\frac {1}{\tau }}}となる。

## 回路例

### CとRを用いた回路

コンデンサと抵抗器によるローパスフィルタ

最も簡単なローパスフィルタは、入力信号に並列するコンデンサと入力信号と直列する抵抗器から成る1次ローパスフィルタである。抵抗値と容量値の積（R×C）は時定数（τ）といい、遮断周波数に逆比例する、またこのときの出力電圧は入力電圧の{\displaystyle {\frac {1}{\sqrt {2}}}}になる（−3dB）。
{\displaystyle f_{c}={1 \over 2\pi \tau }={1 \over 2\pi RC}}
ここで、fcは遮断周波数[Hz]、τは時定数[s]、Rは抵抗値[Ω]、Cは容量値[F]。
入力電圧と出力電圧の利得と位相の関係について、入力電圧値を|Vin|[V]、出力電圧値を|Vout|[V]、角周波数をω[rad]（=2πf）、並列キャパシタ容量値をC[F]、直列抵抗値をR[Ω]とした場合、電圧利得の周波数特性は
{\displaystyle {\frac {|V_{out}|}{|V_{in}|}}={\frac {1}{\sqrt {1+\left(\omega RC\right)^{2}}}}}
となる。ただし、{\displaystyle 20\log {\frac {|V_{out}|}{|V_{in}|}}}[dB]として表すのが一般的である。また、位相のずれの周波数特性は
{\displaystyle \theta =-\tan ^{-1}\left(\omega RC\right)}
となる。なお、この場合、θの単位は[rad]（ラジアン）である。

### オペアンプを用いた回路

オペアンプによるローパスフィルタ

オペアンプを用いて、アクティブローパスフィルタを構成することが可能である。右図の回路は1次アクティブ・ローパスフィルタであり、遮断周波数（Hz）は、
{\displaystyle f_{\text{c}}={\frac {1}{2\pi R_{2}C}}}
となり、遮断角周波数（rad/s）は、
{\displaystyle \omega _{\text{c}}={\frac {1}{R_{2}C}}}
で表される。通過域での利得は{\displaystyle {\frac {-R_{2}}{R_{1}}}}であり、減衰域での減衰傾度は1次のフィルタ回路で−6dB/oct=-20dB/dec となる。

### LCローパスフィルタ
コイル（L）とコンデンサ（C）により2次以上のローパスフィルタを構成できる。受動素子のみであり、理想的なコイルとコンデンサのみであれば電力消費がない。そのため信号のフィルタリングの他、電源回路や電力増幅、特にスイッチング電源やデジタルアンプの出力から高調波成分を除去する目的でも使用される。
さらにオペアンプを加えたアクティブなLC（またはRLC）ローパスフィルタも作る事が出来る。しかしLCのみの場合の利点である「電力消費がない」が無くなり、入出力（特に出力電流）はオペアンプの動作範囲に限られる。また、RCとオペアンプの組合せだけでも高次フィルタを構成可能である（バターワースフィルタ#フィルタ設計等を参照のこと）。特別な理由がなければコイル無しの回路設計が行われる。
復調、高周波・雑音の除去、アナログ-デジタル変換の際のアンチエイリアスフィルタなどに利用されている。

## 画像処理
画像処理においては、空間周波数、つまり画像中の模様の粗い細かいによるフィルタリングを指す。要するに「細かい模様をぼかす」という事である。なお、デジタルカメラやビデオカメラでは、画像の標本化で起こるエイリアス（モアレ）を防ぐために、撮像素子の前、すなわち標本化以前に、光学的に「ローパスフィルタ」をアンチエイリアスのために入れている。

## 光学
光学フィルターでは、ローパスフィルタに相当する長波長側を透過するものをロングパスフィルタと呼び、ハイパスフィルタに相当する短波長側を透過するものをショートパスフィルタと呼んでいる。デジタルカメラにおいて、前節のアンチエイリアスフィルタとは別に、不自然な画になるのを防ぐため赤外領域をカットするフィルタを入れているが、これはショートパス（すなわちハイパス）フィルタである。人体に有害などといった理由で紫外領域をカットするフィルタは同様にロングパス（すなわちローパス）フィルタ、可視領域のみを通すフィルタはバンドパスフィルタである。

## 変調
パルス符号変調において複合化回路で複合した出力からアナログ信号を復調するための補間フィルタとして用いられる。また、同期検波による位相偏移変調の復調器にも用いられる。